# Jules Grison
Jules Grison (Château-Porcien, 7 dicembre 1842 – Reims, 19 giugno 1896) è stato un compositore e organista francese.

## Biografia
Suo padre, Charles Rémi Grison, è stato organista nella sua città natale. Jules Grison ha iniziato gli studi musicali studiando organo con Robert Etienne (1816-1896). Nel 1864, all'età di 21 anni, gli succedette, tramite concorso, come organista, incarico che mantenne fino alla morte suonando il grande organo costruito da John Abbey e completato nel 1849. Molto apprezzato come interprete e improvvisatore, ha fatto diversi tour in Francia, Belgio e Inghilterra, dove è stato nominato membro onorario del Royal College of Organists di Londra.

## Opere
1ère Collection de pièces d'orgue, en 8 livraisons (1870) :
- 1. 1er Offertoire de Sainte Cécile in do minore (Op. 4 no 1)
- 2. 2e Offertoire de Sainte Cécile in do maggiore (Op. 4 no 2)
- 3. 3e Offertoire de Sainte Cécile in do minore (Op. 4 no 3)
- 4. 1er Offertoire pour la Fête de Pâques in do minore (Op. 20 no 1)
- 5. 2e Offertoire pour la Fête de Pâques in do minore (Op. 20 no 2)
- 6. Communion in fa maggiore (Op. 11)
- 7. Offertoire pour la Fête de Noël sur un cantique picard (Op. 24)
- 8. Grande Marche triomphale in fa maggiore

2e Collection de pièces d'orgue, en 6 livraisons (1888):
- 1. 1. Grand Chœur en fa majeur ou Offertoire – 2. Cantilena ou Pastorale in la minore
- 2. 1. Offertoire en ut pour Noël – 2. Offertoire en fa pour Noël – 3. Cantabile ou Communion in sol maggiore
- 3. 1. Marche funèbre in do diesis minore – 2. Les Cloches (Sonneries lugubres rémoises) en 6 Préludes ou Versets du Magnificat pour la Fête de la Toussaint
- 4. 1. Fantaisie concertante sur un Adagio (choral) de la Sonate de Mendelssohn Op. 58 – 2. Fugue in re maggiore
- 5. 1. Toccata en fa – 2. Première Méditation in mi maggiore – 3. Marche Festivale in re maggiore
- 6. 1. Grand Offertoire pour un jour de fête – 2. Deuxième Méditation in si minore – 3. Fantaisie pour orgue sur le Chant de Noël «Adeste Fideles» connu aussi sous le nom de «Hymne portugais»